# Farbenfroh
Farbenfroh (1990–2004) war ein international erfolgreiches Dressurpferd, das durch seine auffällige Fuchsfarbe und seine zahlreichen weißen Abzeichen ins Auge stach.
Farbenfroh kam sechsjährig in den Stall seiner Reiterin Nadine Capellmann. Er zeigte herausragende Gänge und ein großes Talent für Piaffe und Passage. Das Paar wurde von Klaus Balkenhol trainiert.
In Sydney beeindruckte Farbenfroh durch seine hervorragenden Bewegungen und gewann bei den Olympischen Spielen 2000 mit seiner Reiterin Nadine Capellmann und der deutschen Mannschaft die Goldmedaille. 2001 gewannen sie bei der Europameisterschaft in Verden mit der Mannschaft Gold. Ein Jahr später bei den Weltreiterspielen 2002 wurde das Paar Weltmeister sowohl im Einzel als auch mit der Mannschaft. 2003 verletzte sich Farbenfroh und fand nicht mehr zu der alten Form zurück.
Ende 2004 musste Farbenfroh eingeschläfert werden, nachdem er sich nach einer gut verlaufenen Operation in der Aufwachbox den Oberschenkelhals gebrochen hatte.